# Dinastía Shah
La dinastía Shah fue la dinastía gobernante del Reino Gorkha hasta 1768 y del Reino de Nepal de 1768 hasta el 28 de mayo de 2008.

## Origen
Según las leyendas, uno de los primeros gobernantes de la dinastía Shah fue Rishi-raj Rana-ji, de la dinastía lunar. Fue hecho gobernante de Chittorgarh y recibió el título de Bhattarak. La dinastía lunar permaneció en el poder durante trece generaciones. Entonces, los Yavanas musulmanes tomaron el poder. El Bhattarak tuvo que abdicar y solo pudo retener su apellido real, Rana-ji. Los rajas fueron titulados Rana-ji por cuatro generaciones y Rana-ji Rava por otras diecisiete generaciones.
Akbar, el emperador mogol (1542-1605) deseaba casarse con la hija de Fatte Sinha Rana-ji Rava. Akbar fue rechazado porque era visto de una casta insatisfactoria. Esta decisión los llevó a la guerra. Muchos rajput, incluyendo a Fatte Sinha Rana-ji Rava, fueron asesinados. Los supervivientes de la guerra fueron dirigidos por Udaybam Rana-ji Rava, y con el fundaron un asentamiento, Udaypur.
Manmath Rana-ji Rava fue a Ujjain. Su hijo fue a Ridi en las colinas del norte y en 1417 d. C. (Saka 1945), a Sargha, y luego a Khium en Bhirkot. Allí cultivó la tierra. El nuevo gobernante de Khium tuvo hijos, Kancha y Micha. Su bartabandha (un ritual brahmánico) fue realizado. Se hicieron planes para que los niños se casaran con las hijas de los Rajputs Rajhibanshi. Kancha, el hijo mayor, fue a Dhor. Conquistó Mangart y reinó sobre Garhon, Sathum y Birkot. Micha, el hijo menor, fue a Nuwakot en el extremo oeste y se convirtió en gobernante.
De Micha, una dinastía de siete rajas comenzó en Nuwakot. Kumandan, el hijo mayor de Jagdeva, se convirtió en gobernante de Kaski. Fue favorecido, se convirtió en Sah y sucedió a su padre. Kalu, el segundo hijo fue enviado a Dura Danda en Lamjung a petición del pueblo para convertirse en su rey. Kalu fue asesinado por la tribu Sekhant. En el año 1500, otro hijo, Yasobramha, se convirtió en el gobernante de Lamjung. Los descendientes de Yasobramha conquistaron al pueblo Ghale en la vecina Ligligkot, hoy en día Gurkha.

## Dravya Shah
Dravya Shah fue el primer rey Shah de Gurkha. Anteriormente, el pueblo Ghale local había elegido a su rey de entre los ganadores de una carrera anual. Dravya Shah no era un hombre físicamente robusto, pero tomó un atajo y consiguió la victoria. Estaba respaldado por los clanes Bhattarai, Aryal, Adhikari, Pant y Acharya, que eran brahmanes. En 1570, cuando Dravya Shah murió, la carrera era solo un recuerdo entre la gente. Dravya Shah usó el ejército de magares (una antigua tribu de Nepal) para invadir estados vecinos y sus sucesores continuaron con esta agresión para aumentar el territorio perteneciente a Gurkha. Kaji Ganesh Pande fue el primer ministro de Gurkha.

## Monarquía absoluta (1768-1846)
En 1743, Prithvi Narayan Shah se convirtió en el gobernante de Gurkha. Declaró la guerra a otros principados, derrotándolos uno por uno. En septiembre de 1768, estableció el reino unificado de Nepal. Se convirtió en el primer rey de Nepal. Él, sus hijos y sus sucesores continuaron luchando y derrotando otros reinos y agrandando el reino de Nepal. En 1814, comenzó la guerra anglo-nepalí entre Nepal y la Compañía de las Indias Orientales. Hacia 1815, el rey Shah había sido completamente derrotado. En 1816, Nepal había perdido un tercio de su territorio. Los reyes Shah continuaron gobernando como monarcas absolutos hasta 1846, cuando el orden político cambió de monarquía absoluta a monarquía constitucional.

## Primer ministro hereditario (1846-1951)

Mapa de Nepal y su región.

En 1846, la dinastía Rana ganó poder en Nepal. El gobernante Rana se convirtió en primer ministro y redujo al rey de Nepal a una posición meramente figurativa. Los Ranas gobernaron Nepal como primeros ministros hereditarios aunque en el nombre del rey. En 1950, el Rey Shah Tribhuvan, fue forzado al exilio en la India. Él y su familia, incluido el príncipe heredero Mahendra, lograron salvarse. Después de que la India se convirtiera en un estado secular en 1950, y los rajas restantes se retiraron, Nepal era el único reino hindú restante. En 1951, con la ayuda de la India, el popular político Matrika Prasad Koirala se convirtió en el primer ministro de Nepal. Tribhuvan regresó a Katmandú. La dinastía Shah recuperó el control y el primer ministro, Mohan Shumsher Jang Bahadur Rana, renunció. El rey Tribhuvan gobernó hasta 1955 y el rey Mahendra gobernó hasta 1972. El hijo de Mahendra, Birendra, se convirtió en rey.

## Monarquía constitucional (1990-2008)
En 1990, con el rey Birendra, Nepal se convirtió en una monarquía constitucional. El rey Birendra creía en la cooperación entre el poder absoluto de la monarquía y la gobernabilidad democrática. Su hermano, Gyanendra, y su esposa la reina Aishwarya se opusieron firmemente a esto.

### Masacre de la familia real
El 1 de junio de 2001, varios miembros de la dinastía Shah fueron asesinados en el palacio real. Un informe de la Alta Comisión concluyó que la familia real fue sacrificada por el príncipe heredero Dipendra. Esto sigue siendo un tema controvertido. Entre los muertos estaban el padre del príncipe heredero, el rey Birendra y su hermano, el príncipe Nirajan. Después del ataque, Dipendra estaba en coma y fue declarado rey por un corto tiempo. Murió unos días después. Gyanendra Bir Bikram Shah Dev, el tío de Dipendra, tomó el trono. En febrero de 2005, destituyó al parlamento para gobernar por derecho propio.

## Abolición de la monarquía Shah
El 24 de diciembre de 2007, la Asamblea Constituyente nepalesa se reunió. Se decidió por mayoría de votos que la monarquía sería abolida en 2008 después de las elecciones de la Asamblea Constituyente. El 28 de mayo de 2008, la Asamblea declaró a Nepal una República Democrática Federal y la monarquía fue abolida, con la eliminación del poder de la dinastía Shah. Kul Bahadur Gurung dijo que en la asamblea de 601 miembros, 560 votaron a favor, 4 estaban en contra y 37 estaban ausentes o se abstuvieron. Después de este acuerdo de la Asamblea que involucró al Congreso Nepalí, el Partido Comunista y el Partido Comunista Unificado, Gyanendra renunció.
Gyanendra abandonó su palacio en Katmandú, que más tarde se convirtió en un museo. Hasta que pudieron encontrar alojamiento permanente, a la pareja real se les ofreció residencia como plebeyos en el palacio Nagarjuna, una antigua residencia de verano real. El palacio Nagarjuna se encuentra en las colinas boscosas a unos ocho kilómetros al noroeste de Katmandú.

## Monarcas de la dinastía Shah (1768-2008)
| Nombre                                                     | Años de vida                                              | Comienzo del reinado     | Fin del reinado                                              | Notas                              | Imagen |
| ---------------------------------------------------------- | --------------------------------------------------------- | ------------------------ | ------------------------------------------------------------ | ---------------------------------- | ------ |
| Prithvi Narayan Shah बडामहाराजधिराज पृथ्वीनारायण शाह                  | 7 de enero de 1723 – 11 de enero de 1775 (52 años)        | 25 de septiembre de 1768 | 11 de enero de 1775                                          | Hijo de Nara Bhupal Shah           |        |
| Pratap Singh Shah प्रतापसिंह शाह                                | 16 de abril de 1751 – 17 de noviembre de 1777 (26 años)   | 11 de enero de 1775      | 17 de noviembre de 1777                                      | Hijo de Prithvi Narayan Shah       |        |
| Rana Bahadur Shah रण बहादुर शाह                               | 25 de mayo de 1775 – 25 de abril de 1806 (30 años)        | 17 de noviembre de 1777  | 8 de marzo de 1799 (abdicación)                              | Hijo de Pratap Singh Shah          |        |
| Girvan Yuddha Bikram Shah गीर्वाणयुद्ध विक्रम शाह                  | 19 de octubre de 1797 – 20 de noviembre de 1816 (19 años) | 8 de marzo de 1799       | 20 de noviembre de 1816                                      | Hijo de Rana Bahadur Shah          |        |
| Rajendra Bikram Shah राजेन्द्र बिक्रम शाह                         | 3 de diciembre de 1813 – 10 de julio de 1881 (67 años)    | 20 de noviembre de 1816  | 12 de mayo de 1847 (abdicación)                              | Hijo de Girvan Yuddha Bikram Shah  |        |
| Surendra Bikram Shah सुरेन्द्र बिक्रम शाह                         | 20 de octubre de 1829 – 17 de mayo de 1881 (51 años)      | 12 de mayo de 1847       | 17 de mayo de 1881                                           | Hijo de Rajendra Bikram Shah       |        |
| Prithvi Bir Bikram Shah पृथ्वी वीर बिक्रम शाह                     | 18 de agosto de 1875 – 11 de diciembre de 1911 (36 años)  | 17 de mayo de 1881       | 11 de diciembre de 1911                                      | Nieto de Surendra Bikram Shah      |        |
| Tribhuvan Bir Bikram Shah (1er. reinado) त्रिभुवन वीर बिक्रम शाह  | 30 de junio de 1906 – 13 de marzo de 1955 (48 años)       | 11 de diciembre de 1911  | 7 de noviembre de 1950 (exilió)                              | Hijo de Prithvi Bir Bikram Shah    |        |
| Gyanendra Bir Bikram Shah (1er. reinado) ज्ञानेन्द्र वीर बिक्रम शाह | 7 de julio de 1947 (78 años)                              | 7 de noviembre de 1950   | 7 de enero de 1951 (renunció)                                | Nieto de Tribhuvan Bir Bikram Shah |        |
| Tribhuvan Bir Bikram Shah (2do. reinado) त्रिभुवन वीर बिक्रम शाह  | 30 de junio de 1906 – 13 de marzo de 1955 (48 años)       | 7 de enero de 1951       | 13 de marzo de 1955                                          | Hijo de Prithvi Bir Bikram Shah    |        |
| Mahendra Bir Bikram Shah महेन्द्र वीर बिक्रम शाह                  | 11 de junio de 1920 – 31 de enero de 1972 (51 años)       | 14 de marzo de 1955      | 31 de enero de 1972                                          | Hijo de Tribhuvan Bir Bikram Shah  |        |
| Birendra Bir Bikram Shah वीरेन्द्र वीर बिक्रम शाह                  | 28 de diciembre de 1945 – 1 de junio de 2001 (55 años)    | 31 de enero de 1972      | 1 de junio de 2001 (asesinado)                               | Hijo de Mahendra Bir Bikram Shah   |        |
| Dipendra Bir Bikram Shah दीपेन्द्र वीर बिक्रम शाह                  | 27 de junio de 1971 – 4 de junio de 2001 (29 años)        | 1 de junio de 2001       | 4 de junio de 2001 (suicidio)                                | Hijo de Birendra Bir Bikram Shah   |        |
| Gyanendra Bir Bikram Shah (2do. reinado) ज्ञानेन्द्र वीर बिक्रम शाह | 7 de julio de 1947 (78 años)                              | 4 de junio de 2001       | 28 de mayo de 2008 (depuesto; actualmente como pretendiente) | Hijo de Mahendra Bir Bikram Shah   |        |